# الكبب (تعز)
الكبب هي إحدى قرى الجمهورية اليمنية. وهي تتبع جغرافيًا لمحافظة تعز. وإداريًا لمديرية شرعب السلام. يبلغ تعداد سكانها 1204 نسمة حسب الإحصاء الذي جرى عام 2004.